# ロバート・ベリー (遺伝学者)
ロバート・ジェームス・サム・ベリー（Robert James "Sam" Berry、1934年10月26日 - 2018年3月29日）は、イギリスの遺伝学者、博物学者。1974年から2000年までロンドン大学の教授だった。
2018年3月29日に死去。83歳没。